# زلين

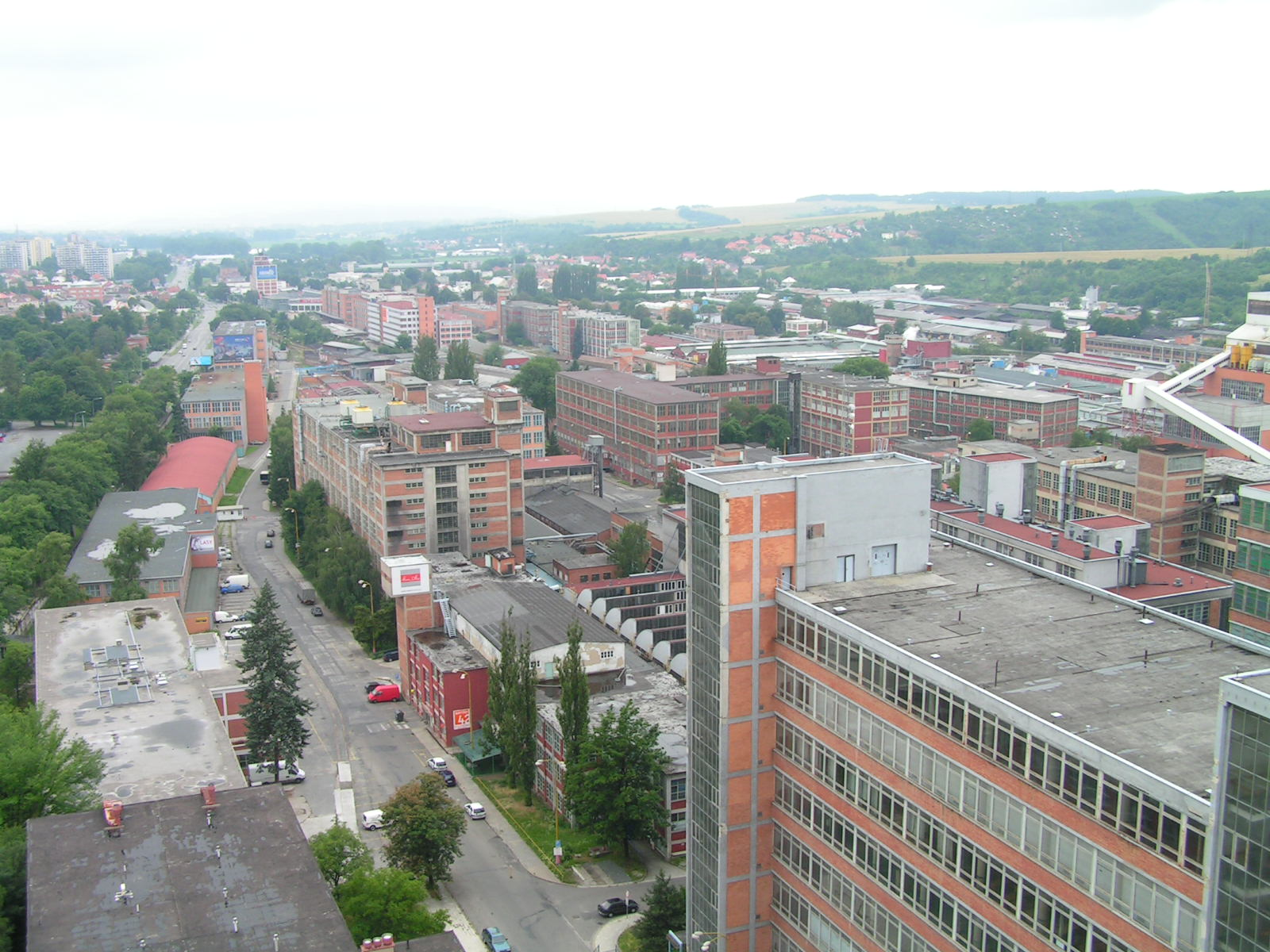

زلين (بالتشيكية: Zlín؛ بالألمانية: Zlin) هي مدينة في إقليم زلين، جمهورية التشيك. كانت تسمى بغوتفالدوف من 1949 إلى 1990. عدد سكانها 80,122 (احصاء 2011).
في نهاية القرن التاسع عشر نشأت في زلين شركة أحذية باتا التي أصبحت بمرور السنوات شركة عالمية، الصورة في يسار الصفحة تعرض جانبًا من أبنية معامل باتا التي وصل عددها لأكثر من مئة بناء.

## توأمة
لزلين اتفاقيات توأمة مع كل من:
- ترنتشين
- سستو سان جوفاني
- Izegem [الإنجليزية]‏
- نوفوخوبايورسك [6]

## أعلام
- جيري نوفاك
- سفاتوبلوك بلوسكال
- فرانتيشك هافيلكا
- توم ستوبارد
- إيفانا ترامب
- توماس دفوراك

## وصلات خارجية
- الموقع الرسمي[وصلة مكسورة]